# Persone di nome Charles/Generali
| Questa pagina contiene informazioni ricavate automaticamente dalle voci biografiche con l'ausilio del template Bio e di un bot. L'aggiornamento è periodico e automatico e ricostruisce completamente la pagina. Se manca una persona in questa lista, sei pregato di non aggiungerla, ma accertati piuttosto che la sua voce biografica contenga il template Bio e che i dati anagrafici siano correttamente compilati. Se il template Bio manca, inseriscilo tu stesso o, in alternativa, metti l'avviso {{tmp\|Bio}} che ne segnala la mancanza. Se i dati riportati sono sbagliati, correggi direttamente la voce biografica; le modifiche saranno visibili in questa lista entro pochi giorni. Per chiarimenti vedi il progetto antroponimi. La lista contiene solo le 73 persone che sono citate nell'enciclopedia e per le quali è stato implementato correttamente il template Bio. Pagina aggiornata al 6 ago 2025. |

Questa è una lista di persone presenti nell'enciclopedia che hanno il nome Charles e sono generali.

## A(3)
- Charles de la Bédoyère, generale francese (Parigi, n. 1786 - Parigi, † 1815)
- Charles Auger, generale francese (La Charité-sur-Loire, n. 1809 - Castiglione delle Stiviere, † 1859)
- Pierre François Charles Augereau, generale francese (Parigi, n. 1757 - La Houssaye-en-Brie, † 1816)

## B(6)
- Charles Melchior Artus de Bonchamps, generale francese (Juvardeil, n. 1760 - Varades, † 1793)
- Charles Denis Bourbaki, generale francese (Pau, n. 1816 - Bayonne, † 1897)
- Charles Briggs, generale britannico (Hylton Castle, n. 1865 - Hylton Castle, † 1941)
- Charles Q. Brown Jr., generale statunitense (San Antonio, n. 1962)
- Charles Granville Bruce, generale, esploratore e alpinista britannico (Londra, n. 1866 - Londra, † 1939)
- Charles Théodore Brécard, generale francese (Sidi Bel Abbes, n. 1867 - Parigi, † 1952)

## C(9)
- Charles Cathcart, II conte Cathcart, generale scozzese (Walton-on-the-Naze, n. 1783 - St Leonards-on-Sea, † 1859)
- Charles Cathcart, IX Lord Cathcart, generale e diplomatico scozzese (Edimburgo, n. 1721 - Londra, † 1776)
- Charles Cavendish, III barone Chesham, generale inglese (Westminster, n. 1850 - Daventry, † 1907)
- Charles Stuart, generale scozzese (Londra, n. 1753 - Londra, † 1801)
- Charles Corkran, generale inglese (n. 1872 - † 1939)
- Charles Churchill, generale e politico inglese (n. 1679 - † 1745)
- Charles Clarke, generale inglese (n. 1839 - † 1932)
- Charles Colville, generale britannico (Scozia, n. 1770 - Hampstead, † 1843)
- Charles Cornwallis, I marchese Cornwallis, generale, nobile e politico britannico (Londra, n. 1738 - Ghazipur, † 1805)

## D(10)
- Charles Eugène Gabriel de la Croix, generale francese (Parigi, n. 1727 - Wolfenbüttel, † 1801)
- Charles Mathieu Isidore Decaen, generale francese (Caen, n. 1769 - Deuil-la-Barre, † 1832)
- Charles Delestraint, generale e partigiano francese (Biache-Saint-Vaast, n. 1879 - Dachau, † 1945)
- Charles Marie Denys de Damrémont, generale francese (Chaumont, n. 1787 - Costantina, † 1837)
- Charles Deschamps de Boishébert et de Raffetot, generale francese (Québec, n. 1727 - Raffetot, † 1797)
- Charles François Joseph Dugua, generale francese (Tolosa, n. 1744 - Petite-Rivière-de-l'Artibonite, † 1802)
- Charles François Dumouriez, generale francese (Cambrai, n. 1739 - Londra, † 1823)
- Charles J. Dunlap, Jr., generale statunitense (n. 1950)
- Charles de Gaulle, generale e politico francese (Lilla, n. 1890 - Colombey-les-Deux-Églises, † 1970)
- Charles de Menthon d'Aviernoz, generale e politico italiano (Annecy, n. 1793 - Coise-Saint-Jean-Pied-Gauthier, † 1858)

## F(5)
- Charles Fleetwood, generale e politico inglese (Aldwincle - Londra, † 1692)
- Charles Foulkes, generale canadese (Stockton-on-Tees, n. 1903 - Ottawa, † 1969)
- Charles Louis Auguste Fouquet de Belle-Isle, generale e diplomatico francese (Villefranche-de-Rouergue, n. 1684 - Versailles, † 1761)
- Charles Fowkes, generale britannico (Lewisham, n. 1894 - Malindi, † 1966)
- Charles Auguste Frossard, generale francese (Versailles, n. 1807 - Châteauvillain, † 1875)

## G(3)
- Charles Gairdner, generale britannico (Batavia, n. 1898 - Perth, † 1983)
- Charles George Gordon, generale britannico (Londra, n. 1833 - Khartum, † 1885)
- Charles Grey, I conte Grey, generale e nobile britannico (Howick, n. 1729 - Howick, † 1807)

## H(2)
- Charles Henri Haillot, generale francese (Strasburgo, n. 1827 - Parigi, † 1906)
- Charles Huntziger, generale francese (Lesneven, n. 1880 - Le Vigan, † 1941)

## J(1)
- Charles Édouard Jennings de Kilmaine, generale irlandese (Dublino, n. 1751 - Parigi, † 1799)

## K(2)
- Charles Edmonds, generale inglese (Lincoln, n. 1891 - Surrey, † 1954)
- Charles C. Krulak, generale e dirigente sportivo statunitense (Quantico, n. 1942)

## L(10)
- François Antoine Lallemand, generale francese (Metz, n. 1774 - Parigi, † 1839)
- Charles T. Lanham, generale, scrittore e poeta statunitense (Washington, n. 1902 - Chevy Chase, † 1978)
- Charles Lanrezac, generale francese (Pointe-à-Pitre, n. 1852 - Neuilly-sur-Seine, † 1925)
- Charles Romain Latellier-Valezé, generale francese (Argentan, n. 1812 - Parigi)
- Charles de Lorencez, generale francese (Parigi, n. 1814 - Parigi, † 1892)
- Charles Victoire Emmanuel Leclerc, generale francese (Pontoise, n. 1772 - Tortuga, † 1802)
- Charles Lee, generale britannico (Cheshire, n. 1732 - Filadelfia, † 1782)
- Charles Lefebvre-Desnouettes, generale francese (Parigi, n. 1773 - al largo delle coste dell'Irlanda, † 1822)
- Charles Emil Lewenhaupt, generale svedese (Stoccolma, n. 1691 - Stoccolma, † 1743)
- Charles Lyon, generale inglese (Rocester, n. 1878 - Ightfield, † 1959)

## M(7)
- Charles Mangin, generale francese (Sarrebourg, n. 1866 - Parigi, † 1925)
- Charles Antoine Manhès, generale francese (Aurillac, n. 1777 - Napoli, † 1854)
- Charles Louis François Marion, generale francese (Saint-Martin-de-Ré, n. 1803 - Bastia, † 1866)
- Charles Mast, generale francese (Parigi, n. 1889 - Clamart, † 1977)
- Olivier Mazel, generale francese (Rennes, n. 1858 - Francia, † 1940)
- Charles Metcalfe, generale britannico (Edimburgo, n. 1856 - † 1912)
- Charles Monro, I baronetto, generale britannico (n. 1860 - Westminster, † 1929)

## N(2)
- Charles James Napier, generale britannico (Londra, n. 1782 - Portsmouth, † 1853)
- Willoughby Norrie, I barone Norrie, generale e politico britannico (Brompton, n. 1893 - Wantage, † 1977)

## O(1)
- Charles O'Hara, generale britannico (Lisbona, n. 1740 - Gibilterra, † 1802)

## P(1)
- Charles Pasley, generale e ingegnere militare britannico (Eskdalemuir, n. 1780 - Londra, † 1861)

## R(5)
- Redmond Watt, generale inglese (n. 1950)
- Charles Joseph de Raigecourt, generale francese (Metz, n. 1771 - Nancy, † 1860)
- Charles Richardson, generale britannico (n. 1908 - † 1994)
- Charles Philippe Ronsin, generale e drammaturgo francese (Soissons, n. 1751 - Parigi, † 1794)
- Charles Augustin de Royrand, generale francese (Saint-Fulgent, n. 1726 - Baugé-en-Anjou, † 1793)

## S(4)
- Charles Sapinaud, generale francese (La Gaubretière, n. 1760 - La Gaubretière, † 1829)
- Charles Scott, generale e politico statunitense (Contea di Powhatan, n. 1739 - Contea di Clark, † 1813)
- Charles François de Virot de Sombreuil, generale francese (Ensisheim, n. 1725 - Parigi, † 1794)
- Charles W. Sweeney, generale e aviatore statunitense (Lowell, n. 1919 - Boston, † 2004)

## T(1)
- Charles Treat, generale statunitense (Dexter, n. 1859 - Washington, † 1941)

## V(1)
- Charles Vere Ferrers Townshend, generale britannico (Londra, n. 1861 - Parigi, † 1924)